# Pabellón de Brasil en la Exposición de 1929
El Pabellón de Brasil de la Exposición Iberoamericana de 1929 fue construido por ese país para la muestra celebrada en Sevilla.

## Historia
Brasil fue susceptible de participar después de que en 1922 la exposición dejara de ser hispanoamericana para pasar a ser Iberoamericana. Sin embargo, en 1924, el embajador español en Río de Janeiro comunicó al Ministro que Brasil tenía reticencias para participar, debido a que España no había acudido a los actos conmemorativos de su independencia, porque en Brasil no se respiraba sentimiento iberoamericano y porque no tenían mucha información sobre la muestra. Sin embargo, su participación se logró aprovechando su rivalidad con Argentina, que sí estaría en la muestra, fomentando el prestigio internacional que trae la exposición y la campaña pro-exposición de la Cámara de Comercio española en Río de Janeiro. Al final acordaron participar destinando un presupuesto de 5.000.000 de contos de reis y reduciéndolo a 1.250.00, para al final construir un pabellón provisional.
El arquitecto Pedro Paulo Bernardes Vastos diseña el pabellón pensando en el barroco brasileño. No existe una arquitectura nacional, que pueda extraerse de los indígenas del interior, sino que se diseña con estilo colonial de las ciudades edificadas por los portugueses en la costa a partir de 1580.
El pabellón expuso diversos sectores productivos de su país como el café, las maderas, las fibras, el cacao, mobiliario, caucho, automóviles, perfumería, etcétera. Como curiosidad, se trajo un autobús que fue el primer automóvil producido íntegramente en el país. 
En 1935 se reforma para darle otros usos y pierde el contenido barroco. Actualmente pertenece a la Universidad de Sevilla.